# 川滇鼠李
川滇鼠李（学名：Rhamnus gilgiana）为鼠李科鼠李属下的一个种。